# آلفرد پلاده
آلفرد پلاده (لتونیایی: Alfrēds Plade; ۱۱ ژوئن ۱۹۰۵ – ۲۹ مارس ۱۹۴۴) بازیکن فوتبال اهل لتونی بود.
وی همچنین در تیم ملی فوتبال لتونی بازی کرده‌است.